# Anatolijs Gorbunovs
Anatolijs Gorbunovs, né à Pilda (district de Riga) le 10 février 1942, est un homme d'État letton, président du Conseil suprême du 3 mai 1990 au 21 août 1991 puis président de la république de Lettonie intérimaire du 21 août 1991 au 8 juillet 1993. 
Il rejoint le parti Voie lettone (letton : Latvijas ceļš) en 1993 et reste président du Saeima (Parlement) jusqu'en 1995 et député jusqu'en 2002. 
Entre 1995 et 2002, il est ministre du Développement régional et des Transports.